# Astor de argint pentru cel mai bun regizor
Astor de argint pentru cel mai bun regizor este un premiu de film al Festivalului de Film de la Mar del Plata, acordat celui mai bun regizor. I s-a atribuit acest nume din 2004.
Festivalul nu a avut loc din 1967 până în 1969, după Junta militară din 1966 din Argentina și organizarea unui festival de film la Rio de Janeiro, Brazilia. A fost reluat în 1970, dar a suferit o nouă și lungă întrerupere până în 1996.

## Câștigători

### Anii 1959-1970
- 1959 Rolf Thiele – Rosemarie (Das Mädchen Rosemarie)
- 1960 Pietro Germi – Încurcătură blestemată (Un maledetto imbroglio)
- 1961 Henri-Georges Clouzot – La verità (La vérité)
- 1962 François Truffaut – Jules și Jim (Jules et Jim)
- 1963 Dino Risi – Depășirea (Il sorpasso)
- 1964 Karel Kachyňa – Naděje
- 1965 Claude Lelouch – O fată și niște puști (Une fille et des fusils)
- 1966 Antonio Pietrangeli – O cunoșteam bine (Io la conoscevo bene)
- 1967 nealocat
- 1968 György Révész – Cele trei nopți ale unei iubiri (Egy szerelem három éjszakája)
- 1969 nealocat
- 1970 Frank Perry – I brevi giorni selvaggi (Last Summer)

### Anii 1996-1999
- 1996 Zhang Yuan – Dong gong xi gong
- 1997 Ricardo Franco – La buona stella (La buena estrella)
- 1998 Paolo e Vittorio Taviani – Tu ridi
- 1999 Giuseppe Bertolucci – Il dolce rumore della vita

### Anii 2000-2009
- 2000 nealocat
- 2001 Jean-Pierre Denis – Les Blessures assassines
- 2002 István Szabó – Cazul Furtwangler (Taking Sides)
- 2003 Antonio Chavarrías – Volverás
- 2004 Benedek Fliegauf – Dealer
- 2005 Yasmine Kassari – L'enfant endormi
- 2006 Marco Martins – Alice
- 2007
  - Marina Spada – Come l'ombra
  - Hong Sang-soo – Woman on the Beach (Haebyeonui yeoin)
- 2008 Kiyoshi Kurosawa – Tokyo Sonata
- 2009 Elia Suleiman – Il tempo che ci rimane (The Time that Remains)

### Anii 2010-2019
- 2010 Aleksej Fedorčenko – Silent Souls (Ovsyanki)
- 2011 Milagros Mumenthaler – Aprire porte e finestre (Abrir puertas y ventanas)
- 2012 Reis Çelik – Lal Gece
- 2013 Mariana Rondón – Pelo malo
- 2014
  - Mathieu Amalric – La camera azzurra (La chambre bleue)
  - Gastón Siriczman – Nueve segundos
- 2015 Ivan Ostrochovský – Koza
- 2016 Radu Jude – Inimi cicatrizate
- 2017 Valeska Grisebach – Western
- 2018 Roberto Minervini – Che fare quando il mondo è in fiamme? (What You Gonna Do When the World's on Fire?)
- 2019 
  - Angela Schanelec – Ich war zuhause, aber
  - Pedro Costa – Vitalina Varela